# Nemaschema macilentum
Nemaschema macilentum är en skalbaggsart som beskrevs av Fauvel 1906. Nemaschema macilentum ingår i släktet Nemaschema och familjen långhorningar. Inga underarter finns listade i Catalogue of Life.